# NK Korotan Prevalje
NK Korotan Prevalje – słoweński klub piłkarski z siedzibą w mieście Prevalje, działający w latach 1933–2002, grający niegdyś w pierwszej lidze słoweńskiej.

## Historia
Klub został założony w 1933 roku. W 1994 roku zajął drugie miejsce drugiej lidze słoweńskiej i awansował do pierwszej ligi. W pierwszej lidze klub grał przez 9 sezonów, po czym w trakcie sezonu 2002/2003 wycofał się z rozgrywek z powodu kłopotów finansowych. Klub ostatecznie został rozwiązany w 2003 roku. W sezonie 1998/1999 klub zajął 5. miejsce w lidze, dzięki czemu latem 1999 wystąpił w rozgrywkach Pucharu Intertoto. Odpadł w pierwszej rundzie po dwumeczu z FC Basel (0:0, 0:6). W sezonie 1999/2000 NK Korotan Prevalje awansował do finału Pucharu Słowenii, w którym przegrał po dwumeczu z Olimpiją Lublana (2:1, 0:2). W 2003 roku na bazie zbankrutowanego Korotanu Prevalje powstał nowy klub DNŠ Prevalje.

## Sukcesy
- 2. SNL:

wicemistrzostwo (1): 1993/1994
- Puchar Słowenii:

finalista (1): 1999/2000

## Historia występów w pierwszej lidze
| Sezon     | Pozycja                                             | M  | Pkt.   | Z  | R | P  | GZ | GS |
| --------- | --------------------------------------------------- | -- | ------ | -- | - | -- | -- | -- |
| 1994/1995 | 8.                                                  | 30 | 32     | 14 | 4 | 12 | 53 | 36 |
| 1995/1996 | 9.                                                  | 36 | 42     | 11 | 9 | 16 | 44 | 46 |
| 1996/1997 | 6.                                                  | 36 | 45     | 12 | 9 | 15 | 32 | 39 |
| 1997/1998 | 8.                                                  | 36 | 39     | 10 | 9 | 17 | 31 | 59 |
| 1998/1999 | 5.                                                  | 33 | 48     | 14 | 6 | 13 | 44 | 45 |
| 1999/2000 | 4.                                                  | 33 | 52     | 15 | 7 | 11 | 58 | 43 |
| 2000/2001 | 9.                                                  | 33 | 43     | 12 | 7 | 14 | 44 | 51 |
| 2001/2002 | 10.                                                 | 33 | 37     | 10 | 7 | 16 | 40 | 43 |
| 2002/2003 | 12. (sezon niedokończony z powodu bankructwa klubu) | 11 | 3 (-7) | 2  | 4 | 5  | 7  | 14 |

## Europejskie puchary
Legenda do wszystkich tabel:
- Q – runda eliminacyjna, 1/16, 1/8, 1/4, 1/2 – odpowiednia faza rozgrywek, Grupa – runda grupowa, 1r gr – pierwsza runda grupowa, 2r gr – druga runda grupowa, F – finał, R – runda, PO – play-off
- k. – rzuty karne, los. – losowanie, Dogr. – dogrywka, w. – zasada bramek strzelonych na wyjeździe

| Sezon | Rozgrywki        | Runda | Przeciwnik | Dom | Wyjazd | Ogólnie |
| ----- | ---------------- | ----- | ---------- | --- | ------ | ------- |
| 1999  | Puchar Intertoto | 1R    | FC Basel   | 0–0 | 0–6    | 0–6     |

## Reprezentanci kraju grający w klubie
Stan na czerwiec 2015.
| - Edi Bajrektarevič - Igor Benedejčič - Peter Binkovski - Gregor Blatnik - Alfred Jermaniš - Dušan Kosič - Aleš Križan | - Senad Tiganj - Sandi Valentinčič - Miha Vončina - Sergej Jakirović - Roland N'Toko - Artim Szakiri |